# El Camp de Mirra
El Camp de Mirra, en valencien, ou Campo de Mirra, en castillan (dénomination officielle bilingue depuis le 6 septembre 1993), est une commune d'Espagne de la province de Valence dans la Communauté valencienne. Elle est située dans la comarque de l'Alto Vinalopó et dans la zone à prédominance linguistique valencienne.

## Géographie

Localisation d'El Camp de Mirra
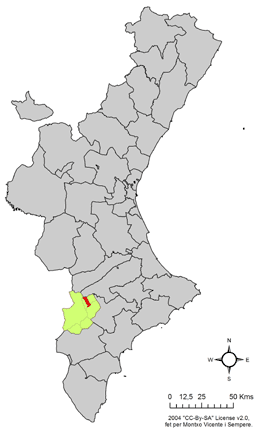
dans la Communauté valencienne.
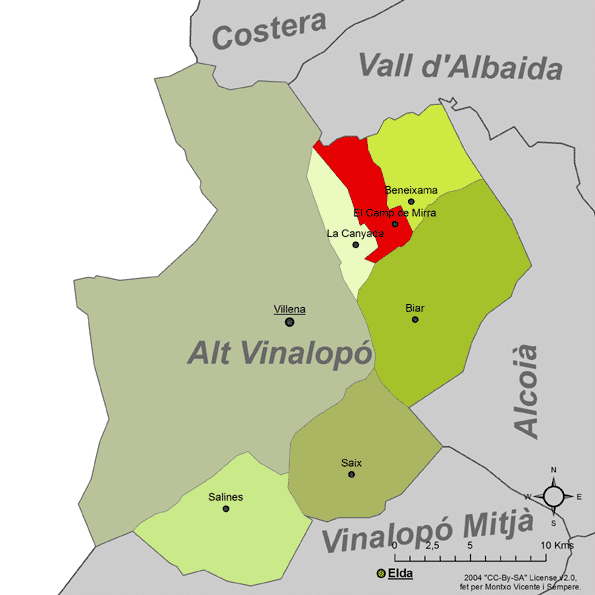
dans la comarque de l'Alto Vinalopó.

## Démographie
| Population | 798 | 945 | 671 | 538 | 390 | 368 | 410 | 414 | 424 |